# BMW M47

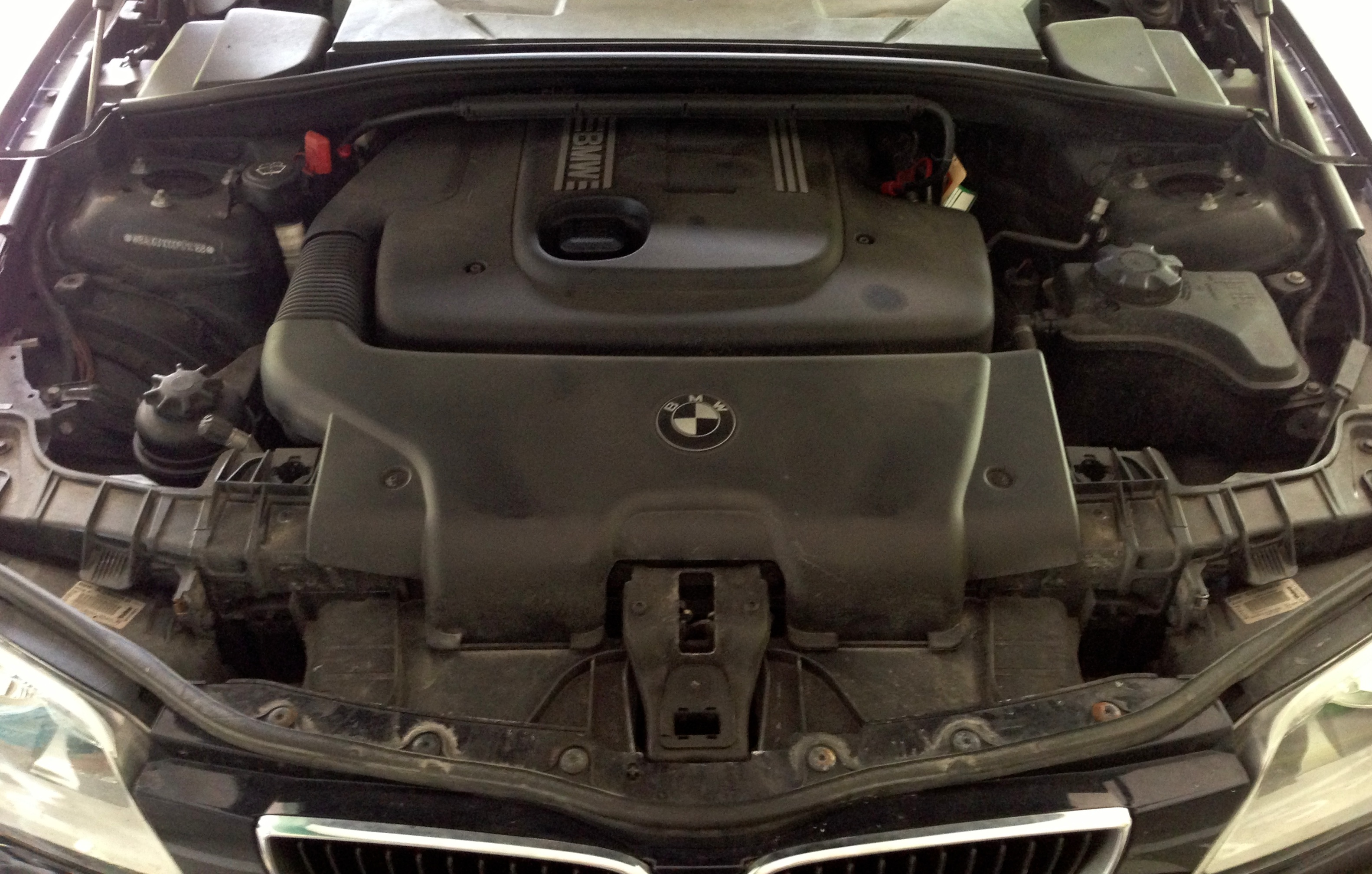
Silnik BMW M47 zamontowany w BMW E87

BMW M47 – wysokoprężny silnik BMW produkowany w czterech wersjach.

## M47N2
| Liczba cylindrów           | 4                                  |
| Średnica cylindrów         | 84 mm                              |
| Skok tłoka                 | 88 mm                              |
| Pojemność                  | 1951 cm3                           |
| Stopień sprężania          | 19,0:1                             |
| Moc maksymalna             | 100 kW (136 KM) przy 4000 obr./min |
| Obroty maksymalne          | 4750 obr./min                      |
| Maksymalny moment obrotowy | 280 Nm przy 1750 obr./min          |

## M47TU
| Liczba cylindrów           | 4                                  |
| Średnica cylindrów         | 84 mm                              |
| Skok tłoka                 | 90 mm                              |
| Pojemność                  | 1995 cm3                           |
| Stopień sprężania          | 17,0:1                             |
| Moc maksymalna             | 110 kW (150 KM) przy 4000 obr./min |
| Obroty maksymalne          | 4600 obr./min                      |
| Maksymalny moment obrotowy | 330 Nm przy 2000 obr./min          |

## M47DU18
| Liczba cylindrów           | 4                                |
| Średnica cylindrów         | 84 mm                            |
| Skok tłoka                 | 90 mm                            |
| Pojemność                  | 1995 cm3                         |
| Stopień sprężania          | 17,0:1                           |
| Moc maksymalna             | 85 kW (116KM) przy 4000 obr./min |
| Obroty maksymalne          |                                  |
| Maksymalny moment obrotowy | 280 Nm przy 1750...2000 obr./min |

## M47T2
| Liczba cylindrów           | 4                                  |
| Średnica cylindrów         | 84 mm                              |
| Skok tłoka                 | 90 mm                              |
| Pojemność                  | 1995 cm3                           |
| Stopień sprężania          | 17,0:1                             |
| Moc maksymalna             | 120 kW (163 KM) przy 4000 obr./min |
| Obroty maksymalne          |                                    |
| Maksymalny moment obrotowy | 340 Nm przy 2000...2750 obr./min   |